# Cecil Griffiths
Cecil Redvers Griffiths (ur. 18 lutego 1900 w Neath, zm. 11 kwietnia 1945 w London Borough of Barnet) – brytyjski lekkoatleta (sprinter), mistrz olimpijski z 1920.
Był Walijczykiem. Na igrzyskach olimpijskich w 1920 w Antwerpii startował w sztafecie 4 × 400 metrów, która zdobyła złoty medal, biegnąc w składzie: Griffiths, Robert Lindsay, John Ainsworth-Davis i Guy Butler. Miał wystąpić również w indywidualnym biegu na 400 metrów, ale musiał wycofać się ze względu na chorobę.
Później skoncentrował się na bieganiu na dłuższym dystansie. Był mistrzem Wielkiej Brytanii (AAA) na w biegu na 880 jardów w 1923 i 1925. Zajął 3. miejsce na tym dystansie na mistrzostwach w 1926, kiedy Otto Peltzer poprawił rekord świata w biegu na 800 metrów. Prawdopodobny czas Griffithsa to 1;53,1 (mierzono wówczas tylko czas zwycięzcy).
Griffiths nie mógł wystartować na igrzyskach olimpijskich w 1924 w Paryżu, ponieważ w przeszłości przyjął niewielką nagrodę za udział w jednym biegu.
Zmarł w 1945 na stacji metra londyńskiego (źródła podają stację Edgware lub Golders Green) na zawał serca.